# Hoplopleura calabyi
Hoplopleura calabyi är en insektsart som beskrevs av Johnson 1960. Hoplopleura calabyi ingår i släktet Hoplopleura och familjen gnagarlöss. Inga underarter finns listade i Catalogue of Life.